# 帝王 (漫画)
『帝王』（ていおう）は、倉科遼著の小説、またこれを原作とした関口太郎による漫画。漫画は小学館発行の漫画雑誌『ビッグコミックスピリッツ』に2006年50号から2008年39号まで連載された。
2009年7月から9月まで、毎日放送・TBS系で塚本高史主演でテレビドラマ化された。

## 概要
甲子園を目指し、野球に打ち込んだ工業高校を卒業後、翔は「好きな野球が続けられる」という理由から野球部のある工場の作業員となったが入社から半年が経つ頃に単純作業ばかりの生活に嫌気がさして退職。その後、親友の誘いでトラック運転手になるが、その親友が仕事中に事故死してしまったショックから退職してしまい、自宅に閉じこもってしまう。そんなある日、友人がNo.1ホストに彼女を奪われたことがキッカケとなり、翔はホストの世界に身を投じた。金もコネも学歴もなく、酒が一滴も飲めないが、その人柄で翔はNo.1ホストにのし上がっていく。その後、23歳でキャバクラを出店するも調理場の火事で店を消失。さらに知人や部下にも裏切られ、巨額の借金を背負わされた。そんな逆境に立たされながらも、やがて実業家として急成長を遂げ、海外進出まで果たす。
キャバクラチェーン・KIZAKIグループのオーナー、輝咲翔を主人公のモデルとし、波乱に満ちた彼の半生を基に描かれたサクセスストーリー。

## 書籍

### 小説
- ソフトバンククリエイティブ、2006年8月31日、ISBN 978-4-797-33472-2

### 漫画
小学館ビッグコミックス
1. 2007年3月30日、ISBN 978-4-091-81167-7
2. 2007年6月29日、ISBN 978-4-091-81245-2
3. 2007年9月28日、ISBN 978-4-091-81448-7
4. 2007年12月31日、ISBN 978-4-091-81559-0
5. 2008年3月28日、ISBN 978-4-091-81769-3
6. 2008年6月30日、ISBN 978-4-091-82008-2
7. 2008年9月30日、ISBN 978-4-091-82143-0
8. 2008年11月28日、ISBN 978-4-091-82218-5

## テレビドラマ
毎日放送では2009年7月10日より金曜ナイト劇場枠で、TBSでは2009年7月15日より放送された。塚本高史は本作が民放の連続ドラマ初主演となる。その他、塚本がサッカー少年だったことから、主人公が高校時代にやっていたスポーツが原作の野球からサッカーに変更された。
2011年12月16日よりCS専門チャンネル・チャンネルNECOにて2話連続で再放送された(1時間枠のため)。

### キャスト
- 咲輝凌（坂木了） - 塚本高史
- 連城透 - 山田悠介（D-BOYS）（第1-3話）
- 大川栄太朗 - 與真司郎（AAA）
- 松山沙也加 - 長澤奈央
- 山路達彦 - 小谷嘉一（+Plus）
- 才勝健三 - 千原せいじ（第4話-）
- 永本絵里 - 安達祐実（第5話-）
- 今川正樹 - 津田寛治（第8話-）
- 清藤浩一 - 袴田吉彦
- 原田正次 - 木村一八（第7話-）
- 大河内勝也 - 竜雷太（第4話-）
- 黒田 - 篠田光亮
- 伊達五郎 - 夛留見啓助（第1-3話）
- 池上春雄 - 石川伸一郎（第1-3話）
- 清藤みどり - 森田亜紀（第1-6話）
- 松重孝史 - 重松隆志
- 如月明菜 - 立花彩野
- 松山 - 中原和宏
- 川田奈保子 - 斉藤未知
- 麻衣 - 橋本愛実
- 佐藤 - 元木行哉（第8話）
- 優 - すぎはら美里（第8話）
- 美咲 - 藤川のぞみ（第8話）
- 原田彩花 - 森岡朋奈（第8話-）
- 相澤陽子 - 黒川芽以（第6話-）
- 相生真希 - 松本若菜
- 上原伸介 - 野村修一
- 大野哲生（1話-）
- 出雲阿国（第1-3話）
- 金山 - 増田修一朗（1話）
- 上杉奈央
- 浦のどか
- 宮本理英
- あさの☆ひかり（第5話）

### スタッフ
- 原作：倉科遼/関口太郎（コミックス「帝王」小学館ビッグスピリッツコミックス）・倉科遼/輝咲翔（小説「帝王」ソフトバンククリエイティブ）
- 脚本：森岡利行
- 企画：小林洋一、竹園元
- プロデューサー：都田和志、大橋孝史、上野境介
- 演出：森岡利行、深迫康之 ほか
- 企画・制作：毎日放送
- 制作協力：ジョリー・ロジャー
- 製作：「帝王」製作委員会

### テーマ曲
主題歌
AAA「Break Down」（avex trax）
挿入歌
+Plus「ずっとずっと…」（ポニーキャニオン）

### サブタイトル
| 話数   | 放送局   | 放送日        | サブタイトル |
| ------ | -------- | ------------- | ------------ |
| 第1話  | 毎日放送 | 2009年7月10日 | 誕生         |
| 第1話  | TBS      | 2009年7月15日 | 誕生         |
| 第2話  | 毎日放送 | 2009年7月17日 | 陰謀         |
| 第2話  | TBS      | 2009年7月22日 | 陰謀         |
| 第3話  | 毎日放送 | 2009年7月24日 | 決戦         |
| 第3話  | TBS      | 2009年7月29日 | 決戦         |
| 第4話  | 毎日放送 | 2009年7月31日 | 挑戦         |
| 第4話  | TBS      | 2009年8月5日  | 挑戦         |
| 第5話  | 毎日放送 | 2009年8月7日  | 緊迫         |
| 第5話  | TBS      | 2009年8月12日 | 緊迫         |
| 第6話  | 毎日放送 | 2009年8月14日 | 女傑         |
| 第6話  | TBS      | 2009年8月26日 | 女傑         |
| 第7話  | 毎日放送 | 2009年8月28日 | 秘密         |
| 第7話  | TBS      | 2009年9月2日  | 秘密         |
| 第8話  | 毎日放送 | 2009年9月4日  | 豪腕         |
| 第8話  | TBS      | 2009年9月9日  | 豪腕         |
| 最終話 | 毎日放送 | 2009年9月11日 | 飛翔         |
| 最終話 | TBS      | 2009年9月16日 | 飛翔         |

- 毎日放送・TBS・山陽放送・青森テレビでは世界陸上ベルリン大会中継期間中の放送を休止。

### ネット局
| 放送地域       | 放送局                     | 放送期間                       | 放送日時 |
| -------------- | -------------------------- | ------------------------------ | --- |
| 近畿広域圏     | 毎日放送(MBS) ドラマ制作局 | 2009年7月10日 - 2009年9月11日  | 金曜 24:00 - 24:30 |
| 関東広域圏     | TBSテレビ                  | 2009年7月15日 - 2009年9月16日  | 水曜 24:29 - 24:59 |
| 岡山県・香川県 | 山陽放送(RSK)              | 2009年7月15日 - 2009年9月16日  | 水曜 24:29 - 24:59 |
| 青森県         | 青森テレビ(ATV)            | 2009年7月20日 - 2009年9月21日  | 月曜 24:00 - 24:30 |
| 長崎県         | 長崎放送(NBC)              | 2009年8月25日 - 2009年10月20日 | 火曜 24:50 - 25:20 |
| 静岡県         | 静岡放送(SBS)              | 2011年3月24日 - 2011年4月13日  | 3月24日 25:05 - 26:35（第1話） 3月31日 26:25 - 26:55（第2話） 4月4日 25:59 - 26:29（第3話） 4月5日 26:25 - 26:55（第4話） 4月6日 26:25 - 26:55（第5話） 4月7日 26:35 - 27:05（第6話） 4月11日 26:50 - 26:20（第7話） 4月12日 26:50 - 27:20（第8話） 4月13日 26:25 - 26:55（最終話） |